# Гарцев, Иван Алексеевич
Иван Алексеевич Гарцев (7 декабря 1902, село Красная Горка, ныне Шатковский район, Нижегородская область — 30 декабря 1961, Москва) — советский военный деятель, генерал-майор (17 ноября 1942 года).

## Начальная биография
Иван Алексеевич Гарцев родился 7 декабря 1902 года в селе Красная Горка ныне Шатковского района Нижегородской области.

## Военная служба

### Довоенное время
В сентябре 1923 года был призван в ряды РККА и направлен на учёбу в Горьковскую пехотную школу имени И. В. Сталина, после окончания которой в 1926 году был назначен на должность командира взвода в составе 11-го стрелкового полка (4-я стрелковая дивизия, Белорусский военный округ), дислоцированного в Слуцке. После окончания стрелково-тактических курсов «Выстрел» в 1932 году был переведён в 10-й стрелковый полк этой же дивизии, где служил на должностях командира и политрука роты, командира батальона. В 1934 году повторно окончил стрелково-тактические курсы «Выстрел».
В 1938 году назначен на должность командира 24-го стрелкового полка (8-я стрелковая дивизия), дислоцированного в Бобруйске, затем — на должность командира 10-го стрелкового полка (4-я стрелковая дивизия), а в 1939 году — на должность командира 205-го стрелкового полка (52-я стрелковая дивизия, Ленинградский военный округ), после чего принимал участие в боевых действиях в ходе советско-финской войны.
В 1940 году Гарцев был назначен на должность помощника начальника учебного отдела Военно-политической академии им. Ленина.

### Великая Отечественная война
С началом войны полковник находился на прежней должности.
В августе 1941 года был назначен на должность командира 323-й стрелковой дивизии, которая в декабре того же года во время контрнаступления под Москвой участвовала принимала участие в боевых действиях в ходе Тульской наступательной операции. В ходе наступления дивизия под командованием Гарцева продвинулась на 250 километров, участвуя в освобождении городов Плавск и Людиново, за что Гарцев был награждён орденом Красного Знамени. Вскоре дивизия вела оборонительные боевые действия в районе города Киров (Калужская область).
9 июля 1943 года Гарцев был назначен на должность командира 53-го стрелкового корпуса, который вскоре принимал участие в боевых действиях в ходе Орловской, Брянской и Гомельско-Речицкой наступательных операций, а также в освобождении городов Бежица и Сураж, а с декабря вёл боевые действия севернее городов Гомель и Жлобин. С февраля 1944 года принимал участие в боевых действиях в ходе Бобруйской, Минской, Люблин-Брестской и Восточно-Прусской наступательных операций. Вскоре во время разгрома хейльсбергской группировки противника корпус участвовал в ходе освобождения города Браунсберг, форсировании залива Фришес-Хафф и уничтожении группировки противника южнее Данцига.

### Послевоенная карьера
С июля 1945 года находился в распоряжении Главного управления кадров НКО и в январе 1946 года был назначен на должность заместителя командира 84-го стрелкового корпуса, однако в июне того же года был отозван в распоряжение Управления кадров Сухопутных войск и затем назначен на должность заместителя командира 28-го гвардейского стрелкового корпуса, а в марте 1947 года — на должность заместителя командира 6-го стрелкового корпуса.
Генерал-майор Иван Алексеевич Гарцев в октябре 1948 года вышел в запас. Умер 30 декабря 1961 года в Москве. Похоронен на Введенском кладбище (10 уч.).

## Награды
- Орден Ленина;
- Четыре ордена Красного Знамени;
- Орден Кутузова 1 и 2 степени;
- Орден Суворова 2 степени;
- Медали.

## Память
Генерал армии А. Т. Алтунин в своих мемуарах «На службе Отечеству» упоминал И. А. Гарцева, который на тот момент был командиром 53-го стрелкового корпуса.